# Тиана (Сардиния)
Тиана (итал. Tiana) — коммуна в Италии, располагается в регионе Сардиния, в провинции Нуоро.
Население составляет 584 человека (2008 г.), плотность населения составляет 30 чел./км². Занимает площадь 19 км². Почтовый индекс — 8020. Телефонный код — 0784.
Покровительницей коммуны почитается святая равноапостольная императрица Елена, празднование 18 августа.

## Демография
Динамика населения:

## Администрация коммуны
- Официальный сайт: